# Crocidophora bicoloralis
Crocidophora bicoloralis là một loài bướm đêm trong họ Crambidae.